# 한국여자프로농구 2010-11
2010-2011 삼성생명 한국여자프로농구는 한국여자프로농구의 21번째 시즌이다. 단일리그로 치러진 네번째 시즌이다. 2010년 10월 12일에 개막했으며 2010년 4월 5일까지 진행되었다.

## 변경된 점
- 2008년부터 2년간 묶여 있던 샐러리캡(연봉 총액상한제)이 기존 9억원에서 10억원으로 늘어났다.[1]
- 라운드 수가 종전 8라운드에서 7라운드로 축소되었다.[1] 연이은 국제대회 참가로 인한 선수들의 피로 회복과 아시안게임 동안 휴식 기간을 갖기 위해 이같이 결정했다. 때문에 대표팀에 발탁된 선수들은 2라운드(15경기)에 출전하지 않는다.[2]

## 정규리그
정규리그는 2010년 10월 12일 개막하였으며, 2011년 3월 10일까지 진행되었다. 안산 신한은행 에스버드가 정규리그 5연패를 달성했다.
| 순위 | 팀                     | 경기 | 승 | 패 | 승차 | 참가 자격 및 강등 |
| ---- | ---------------------- | ---- | -- | -- | ---- | ----------------- |
| 1    | 안산 신한은행 에스버드 | 35   | 29 | 6  | —    | 플레이오프 진출   |
| 2    | 용인 삼성생명 비추미   | 35   | 23 | 12 | 6    | 플레이오프 진출   |
| 3    | 구리 KDB생명 위너스    | 35   | 18 | 17 | 11   | 플레이오프 진출   |
| 4    | 부천 신세계 쿨캣       | 35   | 18 | 17 | 11   | 플레이오프 진출   |
| 5    | 청주 KB 스타즈         | 35   | 12 | 23 | 17   |                   |
| 6    | 춘천 우리은행 한새     | 35   | 5  | 30 | 24   |                   |

## 포스트시즌
플레이오프는 3월 16~23일에 걸쳐 진행되었고, 챔피언 결정전은 3월 28일~4월 1일에 걸쳐 진행되었다.
|  | 플레이오프 5판 3승제 | 플레이오프 5판 3승제   | 플레이오프 5판 3승제 |                     |   | 챔피언 결정전 5판 3승제 | 챔피언 결정전 5판 3승제 | 챔피언 결정전 5판 3승제 |  |
|  |                      |                        |                      |                     |   |                         |                         |                         |  |
|  | 1                    | 안산 신한은행 에스버드 | 3                    |                     |   |                         |                         |                         |  |
|  | 1                    | 안산 신한은행 에스버드 | 3                    |                     |   |                         |                         |                         |  |
|  | 4                    | 부천 신세계 쿨캣       | 0                    |                     |   |                         |                         |                         |  |
|  | 4                    | 부천 신세계 쿨캣       | 0                    |                     | 1 | 안산 신한은행 에스버드  | 3                       |                         |  |
|  |                      |                        |                      |                     | 1 | 안산 신한은행 에스버드  | 3                       |                         |  |
|  |                      |                        | 3                    | 구리 KDB생명 위너스 | 0 |                         |                         |                         |  |
|  | 2                    | 용인 삼성생명 비추미   | 3                    | 구리 KDB생명 위너스 | 0 | 3                       |                         |                         |  |
|  | 2                    | 용인 삼성생명 비추미   |                      |                     |   |                         |                         |                         |  |
|  | 3                    | 구리 KDB생명 위너스    | 1                    |                     |   |                         |                         |                         |  |

## 기록

### 개인 통계 기록
| 부문                   | 선수   | 팀                     | 기록    |
| ---------------------- | ------ | ---------------------- | ------- |
| 득점상                 | 김정은 | 부천 KEB하나은행       | 18.35점 |
| 3점 득점상             | 김영옥 | 천안 KB 세이버스       | 84개    |
| 3점 야투상             | 김연주 | 안산 신한은행 에스버드 | 38.3%   |
| 2점 야투상             | 하은주 | 안산 신한은행 에스버드 | 71.8%   |
| 자유투상               | 박혜진 | 춘천 우리은행 한새     | 90.8%   |
| 리바운드상             | 신정자 | 구리 KDB생명 위너스    | 10.83개 |
| 어시스트상             | 이미선 | 용인 삼성생명 비추미   | 7.07개  |
| 스틸상                 | 이미선 | 용인 삼성생명 비추미   | 2.6개   |
| 블록상                 | 이종애 | 용인 삼성생명 비추미   | 2.28개  |
| 윤덕주상 (최고 공헌도) | 이미선 | 용인 삼성생명 비추미   | 1015.2  |

## 수상

### 정규리그 시상
| 상             | 수상자 | 팀                     |
| -------------- | ------ | ---------------------- |
| 최우수선수상   | 강영숙 | 안산 신한은행 에스버드 |
| 신인선수상     | 윤미지 | 춘천 우리은행 한새     |
| 우수수비선수상 | 신정자 | 부천 신세계 쿨캣       |
| 식스우먼상     | 허윤자 | 구리 KDB생명 위너스    |
| 모범선수상     | 장선형 | 춘천 우리은행 한새     |
| 지도상         | 임달식 | 안산 신한은행 에스버드 |
| 미디어스타상   | 이경은 | 구리 KDB생명 위너스    |

WKBL 베스트 5:
- G 이미선, 용인 삼성생명 블루밍스
- G 이경은, 구리 KDB생명 위너스
- F 김정은, 부천 KEB하나은행
- F 김단비, 안산 신한은행 에스버드
- C 신정자, 구리 KDB생명 위너스

### 라운드별 MVP, MIP
| 라운드  | MVP                             | MIP                             |
| ------- | ------------------------------- | ------------------------------- |
| 1라운드 | 이종애 (용인 삼성생명 비추미)   | 강아정 (천안 KB 세이버스)       |
| 2라운드 | 이연화 (안산 신한은행 에스버드) | 이연화 (안산 신한은행 에스버드) |
| 3라운드 | 이미선 (용인 삼성생명 비추미)   | 배혜윤 (춘천 우리은행 한새)     |
| 4라운드 | 김단비 (안산 신한은행 에스버드) | 박혜진 (춘천 우리은행 한새)     |
| 5라운드 | 신정자 (구리 KDB생명 위너스)    | 조은주 (구리 KDB생명 위너스)    |
| 6라운드 | 신정자 (구리 KDB생명 위너스)    | 박세미 (천안 KB 세이버스)       |
| 7라운드 | 김정은 (부천 KEB하나은행)       | 고아라 (춘천 우리은행 한새)     |
| 8라운드 | 변연하 (천안 KB 세이버스)       | 강아정 (천안 KB 세이버스)       |